# Lolu
Lolu – wieś w Estonii, w prowincji Viljandi, gminie Viljandi. Do 20 października 2013 w gminie Paistu.
Przez wieś przepływa strumień Orika. Znajduje się tu jezioro Kulu, jezioro Samblajärv, jezioro Ümärikujärv, jezioro Ulli i jezioro Kõverjärv.